# Слейтер, Гленн
Гленн Слейтер (англ. Glenn Slater; род. 28 января 1968) — американский лирик, который сотрудничает с Аланом Менкеном, Кристофером Леннерцем, Эндрю Ллойдом Уэббером и другими композиторами музыкального театра. Он был номинирован на три премии «Тони» за лучшую оригинальную музыку и слова к бродвейской версии «Русалочки» на 62-й церемонии премии «Тони» в 2008 году, «Действуй, сестра» на 65-й церемонии премии «Тони» в 2011 году и «Школа рока» на 70-й церемонии премии «Тони» в 2016 году. В 2012 году он выиграл премию «Грэмми» за лучшую песню, написанную для визуальных медиа и получил номинации на премии «Оскар» и «Золотой глобус» за лучшую оригинальную песню за песню «I See the Light» из мультфильма «Рапунцель: Запутанная история».

## Ранняя жизнь
Слейтер родился в Бруклине, штат Нью-Йорк. Он еврей. Выросший в Ист-Брансуике, Нью-Джерси, он окончил среднюю школу Ист-Брансуика как часть класса 1986 года; он заинтересовался драмой в старшей школе после неудачной попытки сочинить песни в группе. В 1990 году он окончил Гарвардский университет, где написал 141-ю постановку «Whiskey Business» (с англ. — «Виски-бизнес») для Hasty Pudding Theatricals. Он получил премию Ричарда Роджерса New Horizon ASCAP Foundation Award вместе с композитором Стивеном Вайнером.

## Карьера
Слейтер написал слова для сценического ревю «Newyorkers» (с англ. — «Нью-Йоркер») Офф-Бродвей, созданного в Manhattan Theatre Club в 2001 году. Он написал слова для шести изданий Ringling Brothers & Barnum and Bailey Circus.
Его первой работой с Аланом Менкеном было написание слов к песням для мультфильма «Не бей копытом» в 2004 году и сценическом производстве «Действуй, сестра» (2006).
Он написал слова к песням для сценической адаптации Disney «Русалочка» (2008), заменив оригинального автора слов к песням мультфильма Ховарда Эшмана, который умер в 1991 году. Он также работал с Менкеном над новой музыкальной версией «Сила веры».
Слейтер и его жена Венди Ли Уилф написали либретто, музыку и слова к новому мюзиклу «Beatsville» (с англ. — «Битсвилль»), основанному на фильме Роджера Кормана 1959 года «Бадья крови».
Он также сочинил слова и написал либретто с Эндрю Ллойдом Уэббером, Беном Элтоном и Фредериком Форсайтом для мюзикла Ллойда Уэббера «Любовь не умрёт никогда», который является продолжением мюзикла Ллойда Уэббера «Призрак оперы» 1986 года. Премьера мюзикла состоялась в Вест-Энде в марте 2010 года.
В дополнение к своей карьере лирика, Слейтер написал слова к песням для 50-го полнометражного мультфильма Disney «Рапунцель: Запутанная история». В 2015 году он снова работал с Эндрю Ллойдом Уэббером для бродвейского мюзикла «Школа рока» и продолжил свои рабочие отношения с Аланом Менкеном, сочиняя слова к песням для телесериала «Галавант» на ABC.

## Личная жизнь
Слейтер живёт в Нью-Йорке со своей женой Венди Ли Уилф и двумя сыновьями, Бенджамином и Дэниелом. Он болеет за клуб Премьер-лиги «Тоттенхэм Хотспур».

## Награды и почести
Он был номинирован на премию «Тони» за лучшую оригинальную музыку и слова три раза; В 2008 за мюзикл «Русалочка» (вместе с Аланом Менкеном и Ховардом Эшманом), в 2011 за мюзикл «Действуй, сестра» (вместе с Аланом Менкеном) и в 2016 за мюзикл «Школа рока» (вместе с Эндрю Ллойдом Уэббером).
Он получил премию «Грэмми» на церемонии «Грэмми» 2012 года (состоявшейся 12 февраля 2012 года) в категории «Лучшая песня, написанная для визуальных медиа» и номинации на премии «Оскар» и «Золотой глобус» за лучшую оригинальную песню за песню «I See the Light» из мультфильма «Рапунцель: Запутанная история». В июле 2020 года Слейтер выиграл дневную премию «Эмми» за оригинальную песню в детской, молодёжной или анимационной программе за песню «Waiting in the Wings» из мультсериала «Рапунцель: История Продолжается».